# Japan op het wereldkampioenschap voetbal 2010
Japan was een van de deelnemende landen aan het wereldkampioenschap voetbal 2010 in Zuid-Afrika. Het land nam voor de vierde keer in de geschiedenis deel. De laatste deelname was in 2006. Japan kwalificeerde zich als een van de vier Aziatische landen.

## Selectie
Op 10 mei 2010 maakte bondscoach Takeshi Okada zijn WK-selectie bekend. Ondanks het feit dat er pas een voorselectie met 30 namen doorgegeven hoefde te worden, gaf de bondscoach reeds aan met deze 23 man te beginnen aan het WK. Hij had echter nog wel een lijst met spelers achter de hand.
| Keepers       |                      |                      |
| 1             | Seigo Narazaki       | Nagoya Grampus Eight |
| 21            | Eiji Kawashima       | Kawasaki Frontale    |
| 23            | Yoshikatsu Kawaguchi | Jubilo Iwata         |
| Verdedigers   |                      |                      |
| 22            | Yuji Nakazawa        | Yokohama F. Marinos  |
| 4             | Marcus Tulio Tanaka  | Nagoya Grampus Eight |
| 3             | Yuichi Komano        | Jubilo Iwata         |
| 13            | Daiki Iwamasa        | Kashima Antlers      |
| 15            | Yasuyuki Konno       | FC Tokyo             |
| 5             | Yuto Nagatomo        | FC Tokyo             |
| 6             | Atsuto Uchida        | Kashima Antlers      |
| Middenvelders |                      |                      |
| 10            | Shunsuke Nakamura    | Yokohama F. Marinos  |
| 20            | Junichi Inamoto      | Kawasaki Frontale    |
| 7             | Yasuhito Endo        | Gamba Osaka          |
| 14            | Kengo Nakamura       | Kawasaki Frontale    |
| 8             | Daisuke Matsui       | Grenoble Foot        |
| 2             | Yuki Abe             | Urawa Red Diamonds   |
| 17            | Makoto Hasebe        | VfL Wolfsburg        |
| 18            | Keisuke Honda        | CSKA Moskou          |
| Aanvallers    |                      |                      |
| 11            | Keiji Tamada         | Nagoya Grampus Eight |
| 16            | Yoshito Okubo        | Vissel Kobe          |
| 12            | Kisho Yano           | Albirex Niigata      |
| 9             | Shinji Okazaki       | Shimizu S-Pulse      |
| 19            | Takayuki Morimoto    | Catania              |
| Bondscoach    |                      |                      |
|               | Takeshi Okada        |                      |

## WK-wedstrijden

### Groep E
|                                           |                   |           |          |                                                                                          |
| 14 juni 2010 «onderlinge duels» 16:00 uur | Japan             | 1 – 0     | Kameroen | Vrystaat Stadion, Bloemfontein Toeschouwers: 30.620 Scheidsrechter: Olegário Benquerença |
| 14 juni 2010 «onderlinge duels» 16:00 uur | Keisuke Honda 38' | (details) |          | Vrystaat Stadion, Bloemfontein Toeschouwers: 30.620 Scheidsrechter: Olegário Benquerença |

|                                           |                     |           |       |                                                                                    |
| 19 juni 2010 «onderlinge duels» 13:30 uur | Nederland           | 1 – 0     | Japan | Moses Mabhida Stadium, Durban Toeschouwers: 62.010 Scheidsrechter: Héctor Baldassi |
| 19 juni 2010 «onderlinge duels» 13:30 uur | Wesley Sneijder 53' | (details) |       | Moses Mabhida Stadium, Durban Toeschouwers: 62.010 Scheidsrechter: Héctor Baldassi |

|                                           |                       |           |                                                        |                                                                                      |
| 24 juni 2010 «onderlinge duels» 20:30 uur | Denemarken            | 1 – 3     | Japan                                                  | Royal Bafokeng Stadion, Rustenburg Toeschouwers: 27.967 Scheidsrechter: Jerome Damon |
| 24 juni 2010 «onderlinge duels» 20:30 uur | Jon Dahl Tomasson 81' | (details) | 17' Keisuke Honda 30' Yasuhito Endo 87' Shinji Okazaki | Royal Bafokeng Stadion, Rustenburg Toeschouwers: 27.967 Scheidsrechter: Jerome Damon |

### Eindstand
| Land       | Wed | Win | Gel | Ver | DV | DT | +/- | Pnt |
| ---------- | --- | --- | --- | --- | -- | -- | --- | --- |
| Nederland  | 3   | 3   | 0   | 0   | 5  | 1  | 4   | 9   |
| Japan      | 3   | 2   | 0   | 1   | 4  | 2  | 2   | 6   |
| Denemarken | 3   | 1   | 0   | 2   | 3  | 6  | -3  | 3   |
| Kameroen   | 3   | 0   | 0   | 3   | 2  | 5  | -3  | 0   |

### Achtste finale
|                                           |          |       |       |                                                                                           |
| 29 juni 2010 «onderlinge duels» 16:00 uur | Paraguay | 0 – 0 | Japan | Loftus Versfeld Stadion, Pretoria Toeschouwers: 36.742 Scheidsrechter: Frank De Bleeckere |
| 29 juni 2010 «onderlinge duels» 16:00 uur |          |       |       | Loftus Versfeld Stadion, Pretoria Toeschouwers: 36.742 Scheidsrechter: Frank De Bleeckere |

|                                                                          |       | strafschoppen                                           |  |
| Édgar Barreto Lucas Barrios Cristian Riveros Nelson Valdez Óscar Cardozo | 5 – 3 | Yasuhito Endo Makoto Hasebe Yuichi Komano Keisuke Honda |  |